# Horror vacui
V likovni umetnosti je horror vacui (/ hɒrər vɑːkjuːaɪ /, iz latinščine 'strah praznega prostora'), tudi kenofobija (iz grščine 'strah pred praznim') , polnjenje celotne površine prostora ali umetnine s podrobnostmi. 

## Izvor
Izraz je povezan z italijanskim likovnim kritikom in učencem Mariom Prazom, ki ga je uporabil za opis zadušljivega vzdušja in nereda oblikovanja notranjosti v viktorijanski dobi . Starejše in bolj umetniško vredne primere je mogoče videti na umetniških predmetih obdobja barbarske umetnosti, kot so platnice iluminiranih rokopisov, kot je Knjiga iz Kellsa. Ta občutek natančnega polnjenja praznih prostorov prežema tudi arabsko islamsko umetnost od antičnih časov do sedanjosti. Drug primer prihaja iz antične Grčije v geometrični umetnosti (1100 - 900 pr. n. št.), ko je horror vacui veljala za stilistični element vseh umetnosti. Zrelo delo francoskega renesančnega graverja  Jeana Duveta dosledno prikazuje horror vacui.

## Nenavadni primeri
Nekateri primeri horror vacui v umetnosti prihajajo iz duševno nestabilnih in duševno prizadetih psihiatričnih bolnišnic, kot je Richard Dadd v 19. stoletju in številni sodobni primeri spadajo pod kategorijo naivne umetnosti. Horror vacui je lahko je morda imel tudi zavestno ali nezavedno vpliv na grafični dizajn Davida Carsona ali Vaughana Oliverja in v gibanju underground stripov v delu S. Clay Wilsona, Roberta Crumba, Roberta Williama in kasnejših striparjev kot je Mark Beyer. Slike Williamsa, Faris Badwana, Emersona Barretta, Joe Colemana in Todda Schorra so nadaljnji primeri horror vacui v sodobnem umetniškem gibanju Lowbrow.
Z likovno umetnostjo določenih avtohtonih ljudstev, kot so Huichol (slikan tekstil) in umetnost Pabla Amaringa, navdihujoča z napitkom ajavaska, pogosto razstavlja ta slog, prav tako pa psihedelično umetniško gibanje kontrakultura 1960-ih. Včasih vzorčasta umetnost v oblačilih avtohtonih ljudstev v Srednji in Južni Ameriki razkriva horror vacui. Na primer, geometrične mole ljudstva Kuna in tradicionalna oblačila ljudstva Shipibo-Conibo.
Umetniško delo v Kje je Wally? serija otroških knjig je splošno znani primer horror vacui, kot so številne majhne knjige, napisane ali ilustrirane z mračno domišljijo Edwarda Goreya.
Tingatinga slikarski slog Dar es Salaama v Tanzaniji je sodoben primer horror vacui. Drugi afriški umetniki, kot je Malangatana iz Mozambika (Malangatana Ngwenya), prav tako napolnijo platno.
Razporeditev starih egipčanskih hieroglifov kaže na odpor do praznega prostora. Znaki se ponavljajo ali dodajo še fonetično dopolnilo, ki preprečujejo vrzeli.
Horror vacui je bil problem kartografov. V času odkritij je bilo običajno, da bi kartografi zapolnjevali Terra incognita ali slabo znane oceane s pošastmi ali preprosto z lestvico zemljevida, ne pa pustiti prazne.

## Trenutna uporaba in pomen
Obstaja obratno razmerje med horror vacui in percepcijo vrednosti, trgovski oblikovalci so naklonjeni minimalizmu v izložbah trgovskega okna in oglaševanju, da bi pritegnili bogate in dobro izobražene potrošnike, pod predpostavko, da podcenjevanje in zadrževanje privlači bolj bogate in dobro izobraženo občinstvo. 

## Analogija
Izraz se uporablja tudi kot analogija Aristotelovi zamisli, da je fizični vakuum nemogoč, zato je idejo treba zavrniti. To je bilo splošno prepričanje do časa  Reneja Descartesa